# Hans Somers
Hans Somers (* 9. März 1978 in Mechelen) ist ein belgischer Fußballspieler. Seit Sommer 2010 ist er ohne Verein.

## Karriere
Somers spielte in der Jugend für den VC Rijmenam, ehe er in die Nachwuchsabteilung des Lierse SK wechselte. In der Saison 1996/97 stieg der Mittelfeldspieler in den Profikader des Vereins auf, wo er im ersten Jahr auf drei Einsätze in der Jupiler League kam. Nach Ablauf der Spielzeit konnte Somers mit Lierse die belgische Meisterschaft gewinnen. 1999 folgte der Erfolg im Pokalwettbewerb. In den Folgejahren entwickelte er sich zur Stammkraft und hob sich durch Torgefährlichkeit heraus. Dies blieb auch anderen Teams außerhalb Belgiens nicht unbemerkt und so kam es im Sommer 2001 zum Wechsel in die Türkei. Dort unterzeichnete er bei Trabzonspor. Nach einem guten ersten Jahr in der Süper Lig, folgte ein für ihn weniger erfolgreiches. Der Verein konnte den türkischen Pokal gewinnen. Nach drei Jahren beim Hafenstadtklub, zog es Somers in die Niederlande, zum FC Utrecht. Zuvor wurde der Pokalerfolg des Vorjahres verteidigt. In Utrecht gehört er seither zum Stammpersonal und ist eine der wichtigen Stützen im Mannschaftsverbund. Gleich nach seiner Ankunft beim FCU wurde die Johan-Cruyff-Schaal gewonnen. Erstmals in der Geschichte des Wettbewerbs siegte nicht einer der Drei Großen (PSV Eindhoven, Ajax Amsterdam, Feyenoord Rotterdam).
Nach dem Ende seines Vertrages ist er seit Sommer 2010 ohne Verein.

## Erfolge
- Belgischer Meister mit Lierse SK: 1997
- Belgischer Pokalsieger mit Lierse SK: 1999
- Türkischer Pokalsieger mit Trabzonspor: 2003, 2004
- Johan-Cruyff-Schaal mit FC Utrecht: 2004